# Jolanda Keizer
Jolanda Keizer (Ámsterdam, Países Bajos, 5 de abril de 1985) es una atleta neerlandesa especializada en la prueba de pentatlón, en la que consiguió ser subcampeona europea en pista cubierta en 2009.

## Carrera deportiva
En el Campeonato Europeo de Atletismo en Pista Cubierta de 2009 ganó la medalla de plata en la competición de pentatlón, logrando un total de 4644 puntos que fue su mejor marca personal, tras la rusa Anna Bogdanova (oro con 4761 puntos) y por delante de la francesa Antoinette Nana Djimou Ida.